# حالة البحر

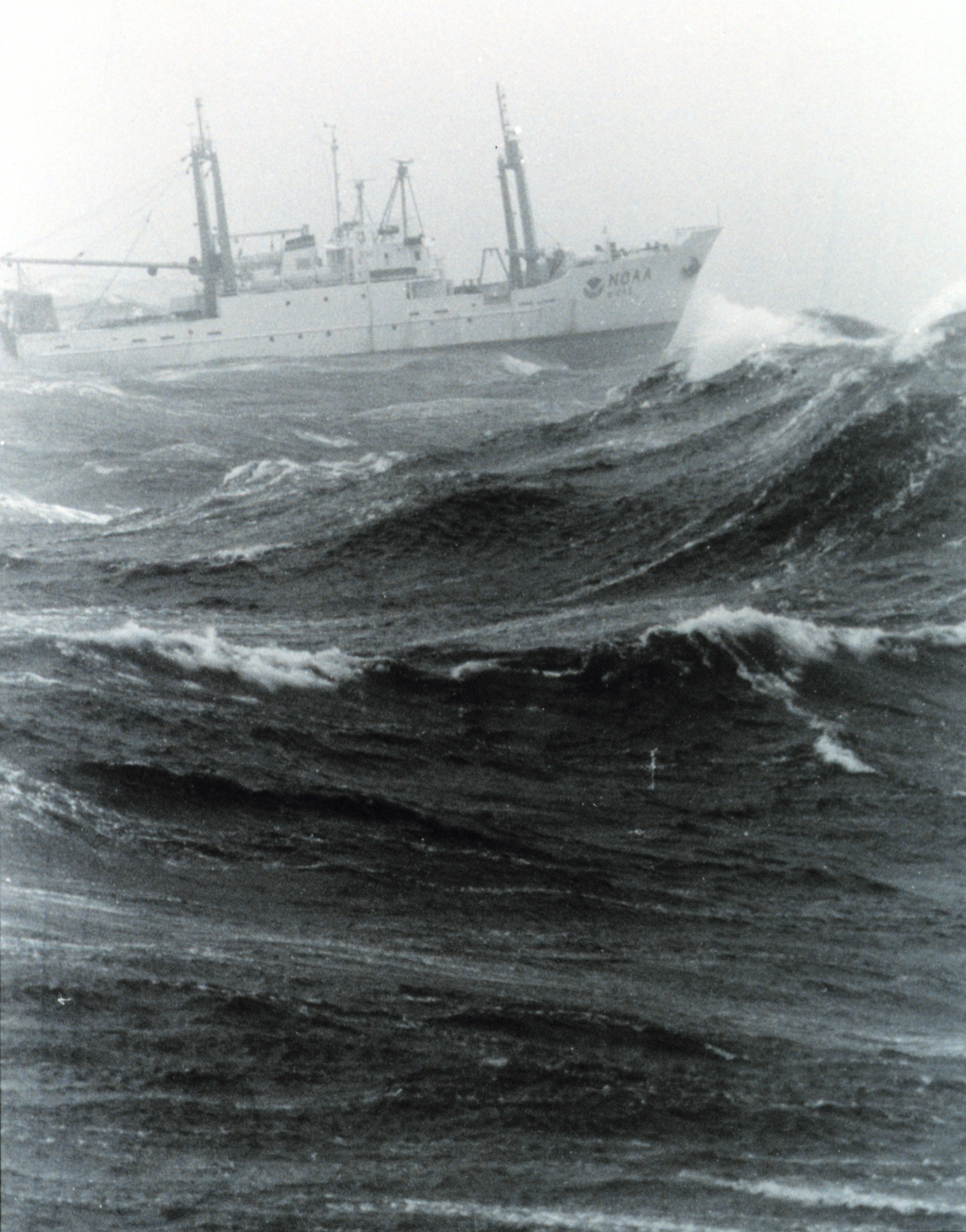

حالة البحر في علم المحيطات والبحار هي طبيعة سطح جسم مائي كبير في وقت ومكان معين. تتميز حالة البحر بإحصائيات، بما فيها ارتفاع الأمواج، وفترتها وقوتها. تتغير حالة البحر مع تغير الوقت، وذلك بسبب تغير في حالة الرياح والأمواج الطويلة.يتم تقييم حالة البحر من قبل مراقب ذات خبرة، أو من قبل أجهزة متطورة مثل عوامات الطقس، أو رادارات الأمواج أو السواتل. لأن هناك متغيرات كثيرة جدا تأثر على حالة البحر تستخدم مقاييس مبسطة تقريبية ولكن موجزة عن الحالة، وذلك لكي يدون في سجلات السفن وما شبه ذلك من سجلات.
تم عمل مقاييس لوصف حالة البحر من قبل المنظمة العالمية للأرصاد الجوية التابعة للأمم المتحدة والتي تستخدم حول العالم:
| رمز حالة البحر | ارتفاع الأمواج (متر) | الخصائص      |
| -------------- | -------------------- | ------------ |
| 0              | 0                    | هادئ (زجاجي) |
| 1              | 0 إلى 0.1            | هادئ (متموج) |
| 2              | 0.1 إلى 0.5          | سوي (مويجات) |
| 3              | 0.5 إلى 1.25         | طفيف         |
| 4              | 1.25 إلى 2.5         | معتدل        |
| 5              | 2.5 إلى 4            | عاصف         |
| 6              | 4 إلى 6              | عاصف جدا     |
| 7              | 6 إلى 9              | عالي         |
| 8              | 9 إلى 14             | عالي جدا     |
| 9              | أكثر من 14           | استثنائي     |